# 2022年中印东章冲突
2022年中印东章冲突是中印两军继2020年冲突后，在印度实际控制的阿鲁纳恰尔邦达旺县（中国方面称为藏南达旺地区）发生持续对峙以来首次爆发的新冲突。2022年12月9日，印度与中国边防部队在喜马拉雅山脉边境地区实际控制线附近的东章地区（Yangtse）爆发冲突，根据报道提到，双方均有多人受伤，印度方面至少有20人受伤，中国方面则人数不明。事件涉及约300至600名中国人民解放军军人。但是两军随后脱离在当地的接触，以防冲突事件恶化或升级，双方指挥官就此在12月11日举行了会议。两国的国防部分别指责对方试图单方面改变边界现状。

## 事件背景

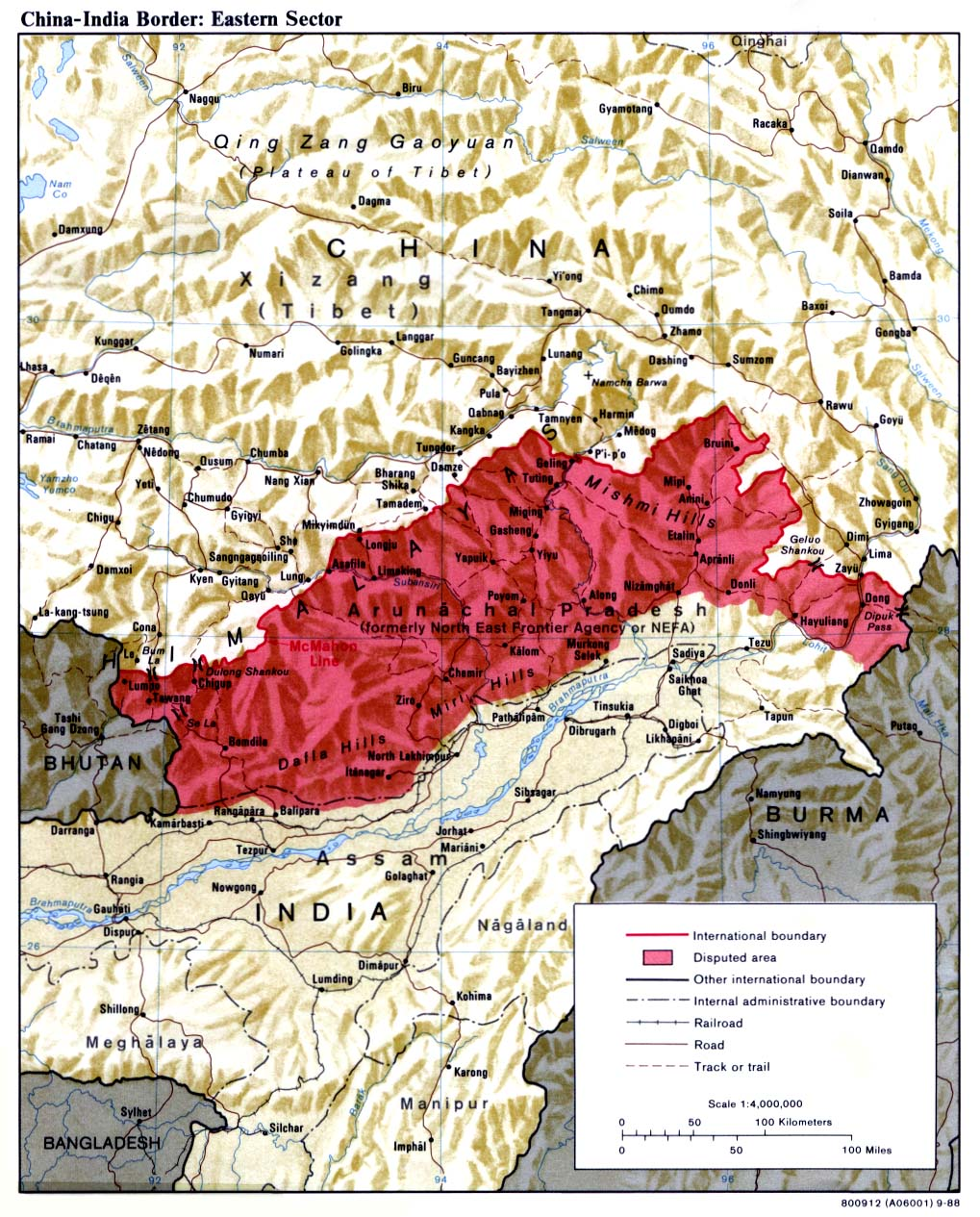
中印边界东段争议地区

1962年中印边境战争和1967年中印边境冲突造成了两国之间定义宽松的事实边界——“实际控制线”。
2020年6月，中印两军在加勒万河谷爆发边境冲突，而该山谷毗邻受到中国控制的西藏高原。双方士兵不使用枪械而是徒手肉搏，导致20名印度士兵死亡，而中国的伤亡人数据中国官方公布为4人死亡1人受伤。该事件导致中印关系急剧下降。2022年9月，双方同意从喜马拉雅山脉边界的争议地区撤军以避免接触。根据协议，两军在拉达克东部戈格拉温泉地区的一个边境点脱离接触，结束了使两国处于一触即发的紧张状态的边境争端之一。
虽然两国间长达两年的边境对峙的解决方案缓解了双方的紧张关系，但是一些印度批评人士说“新德里让步太多”，当地的一些牧民也抱怨“失去牧场”，分析人士则警告说，另一场冲突随时可能发生。

### 边界紧张局势
作为双方年度演习的一部分，印度和美国军队在距离中印边境实际控制线约100公里的北阿坎德邦奥利镇的喜马拉雅山脉举行联合演习，军演于11月中旬开始，定于12月2日结束。11月30日，中国外交部发言人赵立坚在北京的例行记者会上表示，联合演习“违反了中印双方签署的1993年和1996年有关协定精神”、“不利于中印两国之间的信任。中方已经就此向印方表达了关切”。
新德里尼赫鲁大学国际问题研究院东亚研究中心的主席、汉学家谢钢教授表示，自2017年以来，中国在边界建设了624个村庄，每个村庄有一百多个房子，中印边界布满了中国修建的村庄。2021年七月，中共中央总书记习近平访问西藏时，达到了离中印边界三十公里的地区，在冲突二十天前，印度总理莫迪曾访问阿鲁纳恰尔邦，而西藏流亡政府新任司政边巴次仁两周前也访问了当地，所以谢钢教授认为，地区的政治活动也是发生冲突的原因之一。

### 东章地区的争端
1995年8月，联合工作委员会确认东章地区（Yangtse）为中印边界争议地区的十二个地区之一。该地区是东章瀑布的所在地。东章瀑布被门巴族尊为圣水。他们认为这个瀑布来源于一位苯教喇嘛与莲花生之间的决斗。
2020年的加尔万河谷冲突之后，东章地区再次成为中印两国关注的焦点，两国军队在此开展了广泛的军事活动。中方在该地区靠近实控边境线的错那市错那镇建设了一个边境村落，并修建了一条连接村落和营地的封闭公路。印度方面则承诺加强边境沿线的军事基础设施，尤其注重加强监视能力。

## 冲突
2022年12月9日，即兩年前中印邊境西段衝突中殉職解放軍士兵陳祥榕的21歲生忌当日。
当日夜间，印度陆军和中国人民解放军西藏军区士兵，在实际控制线东段附近发生冲突。
这是2020年6月加尔万山谷冲突以来两国在边境上发生的最严重事件。冲突导致34名印度士兵受伤。

## 各方反应

### 印度
根据印度《亚洲国际新闻》以及路透社等媒体的报道，冲突发生在印度阿鲁纳恰尔邦的达旺县北部。印媒引述不具名印度官员的话说，中国人民解放军首先跨越了实际控制线，因此遭到印度军人的阻止。
据彭博社报道，印度国防部长拉杰纳特·辛格说，数百名中国士兵12月9日越境进入印度一侧，双方发生互殴。印度已通过外交途径向北京提出此事，双方军事指挥官已经讨论过。拉杰纳特·辛格在议会就这一问题讲话时表示，冲突是在中国军队试图通过侵占印度领土来改变Yangtas（Yangtse，即中方所称“东章”）有争议边界的现状，但遭到印度军队的阻挠后爆发的。辛格没有透露事件的所有细节，但他补充说，这次肢体冲突没有对任何印度士兵造成致命或严重伤害，印度政府已通过外交渠道就这一问题与中国官员进行了接触。
12月11月，印度陆军总司令马诺伊·潘德（Manoj Pande）说，中国在拉达克的兵力“没有明显减少”。他形容边境的局势“稳定但不可预测”。

### 中国
中国人民解放军西部战区发言人表示，12月9日，西部战区边防部队位中印边境东段东章地区实控线中方一侧组织例行巡逻，遭到印军非法越线拦阻。双方已脱离接触。
中国外交部发言人汪文斌表示，"当前中印边界局势总体和平稳定"，双方 "通过外交和军事渠道就边界问题保持了畅通无阻的对话"，同时要求印度政府 "认真落实两国领导人达成的重要共识，严格遵守双方签署的协议和协定精神，共同维护中印边境地区的和平与安宁"。

### 美国
12月13日，五角大楼发言人、空军准将帕特·莱德（Pat Ryder）在例行记者会上说，“中华人民共和国对美国在印太地区的盟友和伙伴正变得更加武断和具有挑衅性。指出这一点很重要...我们将继续和持之以恒地致力于确保我们伙伴们的安全。我们完全支持印度为缓解紧张局势正在做出的努力。”
2023年3月，美国媒体报道称美国在冲突前向印度提供情报，“印方利用该情报确定中方阵地，实现机动拦截。”白宫没有证实也没有否认相关报道。

### 联合国
联合国秘书长发言人斯特凡·杜加里克表示，联合国了解有关冲突的报道，并寻求缓和边境局势。